# 5
| [ Edytuj tabelę ] |                                   |
| Król Armenii      | - 4 Artawazdes IV 6               |
| Cesarz Chin       | - 1 p.n.e. Han Pingdi 6           |
| Król Kapadocji    | - 36 p.n.e. Archelaos 17          |
| Król Kommageny    | - 12 p.n.e. Antioch Filokajsar 17 |
| Władca Korei      | - 19 p.n.e. Yuri 18               |
| Król Mauretanii   | - 25 p.n.e. Juba II 23            |
| Król Nabatei      | - 9 p.n.e. Aretas IV 40           |
| Król Partów       | - 4 Orodes III 6                  |
| Cesarz Rzymu      | - 27 p.n.e. Oktawian August 14    |
| Król Tracji       | - 11 p.n.e. Remetalkes I 12       |

Rok 5 / V
stulecia: I wiek p.n.e. ~
I wiek ~
II wiek

lata: 6 p.n.e. «
1 p.n.e. «
1 «
2 «
3 «
4 «
5
» 6
» 7
» 8
» 9
» 10
» 15

## Wydarzenia
Europa
- Agrypina Starsza wyszła za mąż za Germanika, bratanka Tyberiusza.
- Cymbrowie i Harudowie wysłali ambasadorów do Rzymu.
- Gnejusz Korneliusz Cinna Magnus oraz Lucjusz Waleriusz Messala Wolesus konsulami rzymskimi.
- Polycharmus Azenius archontem Aten.
- Rzym uznał Cunobelinusa, wodza Catuvellauniów, jako króla Brytanii[1].
- Rzymianie pod dowództwem Tyberiusza rozgromili Longobardów i wyparli ich na wschodni brzeg Łaby.
- Rzymska wyprawa morska dotarła na Morze Bałtyckie[2].
- Rzymski poeta Owidiusz napisał „Metamorfozy”.

## Urodzili się
- Aulus Plaucjusz, rzymski dowódca i polityk (zm. ?).
- Julia Helena, córka Druzusa Młodszego (zm. 43).
- Ruzi Ying, chiński cesarz (zm. 25).
- Yin Lihua, chińska cesarzowa dynastii Han (zm. 64).

data przypuszczalna:
- Habib al-Nadżdżar(inne języki), syryjski uczeń Jezusa wg tradycji muzułmańskiej, męczennik (zm. 30–40).
- św. Paweł z Tarsu, apostoł wczesnochrześcijański (lub 10; zm. 67).
- św. Filip Apostoł, jeden z Dwunastu Apostołów (zm. ≈81).

## Zmarli
- Kleopatra Selene II, córka Kleopatry (ur. 40 p.n.e.).